# 572 Rebekka
572 Rebekka este un asteroid din centura principală, descoperit pe 19 septembrie 1905, de Paul Götz.